# Chriacus
Chriacus – wymarły prehistoryczny ssak z grupy prakopytnych żyjący 63 miliony lat temu.
Było to podobne do szopa zwierzę paleoceńskie posiadające 1 m długości, wliczając w to długi, czepny ogon. Posiadało lekką budowę, masę ciała szacuje się na 7 kg. Dzięki temu zręcznie wspinało się na drzewa. W przeciwieństwie do dzisiejszych kopytnych było stopochodne, chodziło na całej stopie zaopatrzonej w 5 palców zakończonych długimi pazurami. Jego nogi były silnie zbudowane, stawy- elastyczne. Przednich łap stworzenie to używało prawdopodobnie do kopania, podczas gdy tylnych do wspinaczki. Było przypuszczalnie wszystkożercą, jak jego krewniak, Arctocyon pożywiało się owocami, jajami, owadami i małymi ssakami.